# Eight Misbehavin'
Eight Misbehavin', llamado Ocho malcriados en España y Mal comportamiento en Hispanoamérica, es el séptimo episodio de la undécima temporada de la serie animada Los Simpson, estrenado en Estados Unidos por la cadena FOX el 21 de noviembre de 1999. Fue escrito por Matt Selman y dirigido por Steven Dean Moore, y las estrellas invitadas fueron Jan Hooks como Manjula, Garry Marshall como Larry Mataniños y Butch Patrick como sí mismo. En el episodio, Apu y Manjula tienen a sus ocho bebés. 

## Sinopsis
Todo comienza cuando la familia Simpson visita Shøp quienes relatan cosas que habían pasado en mucho tiempo pero en eso, visitan una tienda sueca en donde venden muebles, y, comiendo allí, se encuentran con Apu y Manjula. Homer y Marge se alegran de verlos y al notar cómo Manjula trataba muy bien a Maggie, Marge les pregunta si les gustaría tener un bebé. Apu y Manjula aseguran que sí pero que hay algunos inconvenientes. Luego de muchos intentos, lo logran, y al principio Apu está alegre por tener un hijo pero le hacen saber que tiene óctuples, es decir, ocho hijos. Esto consterna pero alegra de alguna forma a Apu. 
El múltiple nacimiento se originó debido a que Manjula y Apu consumieron drogas para la fertilidad. Pronto, se conoce por todo Springfield, y las compañías locales le dan a la familia productos gratis. En ese momento, pasan por el noticiario que una familia en Shelbyville da a luz a nueve bebés, y las compañías deciden donarles sus mercancías a los nueve de Shelbyville. Luego de que esto pasa, Apu y Manjula tienen que criar a sus ocho hijos sin ayuda mientras que pasan por una dura situación económica. 
Unos días más tarde, el propietario del zoológico de Springfield, un hombre llamado Larry Mataniños, contacta a Apu. Larry le ofrece poner a los ocho hijos de Apu en una especie de guardería. A pesar de que Apu no acepta la propuesta al principio, finalmente acepta, ya que así los niños tendrían médicos, dentistas, juguetes, higiene, etc. 
Sin embargo, en el zoológico usan a los bebés para realizar un show llamado "Octopía", en donde les hacían bailar y los disfrazaban y maquillaban. Apu y Manjula quedan muy indignados por esto pero no pueden hacer nada porque los niños ya le pertenecían al zoológico.
Por la noche, Apu, junto con Homer, van al zoológico para recuperar a sus hijos. Cuando suben a todos los bebés al auto y los llevan a la casa de los Simpson, aparece Larry Mataniños y les dice que los bebés eran suyos por contrato. Sin embargo, a Homer se le ocurre una idea, que en lugar de Octopía, él prepararía un show que sería mejor que el de los bebés. Mataniños acepta.
El nuevo show consistía en Homer junto a Butch Patrick, ambos montados en una bicicleta pequeña, donde estaban rodeados por cobras. Al ver a su buen amigo Homer sacrificándose, Apu y Manjula dicen que si él podía hacer eso, ellos seguramente podrían con los bebés.
El episodio termina con Homer, quien es atacado por las cobras y mangostas durante el show en vivo.